# Каллен (Шотландия)
Ка́ллен (англ. Cullen, скотс Cullen, гэльск. Inbhir Cuilinn) — деревня в округе Мори в Шотландии. Расположена у побережья Северного моря, в 32 км к востоку от Элгина.